# 彰南电池工业
彰南电池工业股份有限公司（英語：CHANG NAN BATTERY IND. CO., LTD.），是一家位于台湾彰化縣的铅酸蓄电池制造商。公司成立于1972年，總公司位於彰化市，而製造基地在彰濱工業區。黄志林现任该公司总经理。